# Eptameron
L'Eptameron (in francese Heptaméron), o Eptamerone, è una raccolta di 72 novelle scritte in francese dalla regina di Navarra, Margherita d'Angoulême.
Questo libro fu scritto da Margherita per divertimento personale, restando per anni in forma manoscritta.
Nel 1973 il regista francese Claude Pierson (1930-1997) realizzò un adattamento di quest'opera, intitolato Ah! Si mon moine voulait... con Alice Arno nel cast.

## Storia editoriale
La prima edizione stampata fu pubblicata postuma a Parigi nel 1558 col titolo Histoires des amans fortunez da Pierre Boaistau, che si prese notevoli libertà nell'apportare modifiche, tagli e rifacimenti al testo originale, usando solo 67 delle novelle. Una seconda edizione del libro apparve l'anno seguente a cura di Claude Gruget, il quale rivendicò di aver ripristinato i prologhi e gli epiloghi di ciascuna storia, eliminati dal Boaistau, e al quale fu dato per la prima volta il titolo col quale oggi è conosciuto.

## Contenuto
La struttura formale del testo prende a modello il Decameron del poeta italiano Giovanni Boccaccio, 
usando lo stratagemma del gruppo di persone isolate dal mondo, che decidono di raccontare delle storie per passare tempo.
Se nel Decameron i narratori si rinchiudono in una villa di campagna per scappare alla dilagante epidemia di peste a Firenze del 1348, nell'opera di Margherita d'Angoulême i personaggi sono rimasti bloccati in un'abbazia sui Pirenei perché il ponte che dovevano attraversare per tornare a casa dopo un soggiorno alle terne è stato distrutto da piogge torrenziali, raccontandosi delle storie per passare tempo.
Queste storie sono moralmente oscene e affrontano i temi del tradimento, della lussuria, dell'inganno e dell'avidità, anche se spesso l'amore viene presentato rispettando la tradizione cortese e platonica.
Gli eroi e le eroine delle storie sono spesso moralmente riprovevoli.
I racconti narrati erano ispirati a fatti realmente accaduti od a vicende narrate nelle corti, descritti con una vena satirica e con profonda acutezza, come la storia di Marguerite de La Rocque de Roberval, abbandonata sull'isola dei Demoni. Complessivamente l'autrice ci offre un quadro completo della realtà a lei contemporanea.
Come il Decameron, il libro fu concepito per essere composto da 100 novelle, divise per 10 giornate, ma Margherita morì prima di aver completato l'opera, fermandosi a 72 novelle, per cui gli venne dato come nome Heptaméron, composto dalle parole greche "sette e giorno".

## Edizioni
- (FR) Marguerite de Navarre, L'heptameron, ou histoire des amants fortunés. Soixante septiesme nouvelle, a cura di Michel François, Paris, Éditions Garnier Frères.

### Edizioni italiane
- Margherita D'Angoulême, Eptamerone. Prima versione italiana di Francesco Picco con xilografie di Benito Boccolari, Collana Classici del Ridere,  Formiggini Editore, Roma, 1ª ed. 1923 - 2ª ed. 1925; riedito da Bietti Editore, Milano, 1973 e da Orsa Maggiore Editrice, Torriana (Fo), 1988 con una Giustificazione di Sergio Musitelli.
- Margherita di Navarra, L'Eptameron, a cura di Emilio Faccioli, Collana I millenni n. 40, Einaudi, Torino, 1958, 9 tavole illustrate a colori - ristampa, Einaudi, Torino, 1969.
- I Libertini - Aneddoti piccanti e curiosi da "L'Eptamerone", Collana Classici della letteratura erotica di tutti i popoli e di tutti i tempi, Poker d'Assi n. 14, periodico mensile, 1967.